# Brachyufens osborni
Brachyufens osborni är en stekelart som först beskrevs av Dozier 1932.  Brachyufens osborni ingår i släktet Brachyufens och familjen hårstrimsteklar. Inga underarter finns listade.